# Aldolas A
Aldolas A är ett enzym som fyller en funktion i glykolysen, vid klyvandet av fruktos-1,6-fosfat till glyceraldehyd-3-fosfat och DHAP (Dihydroxyacetonfosfat). Alltså steg fyra i glykolysen.